# Stryn

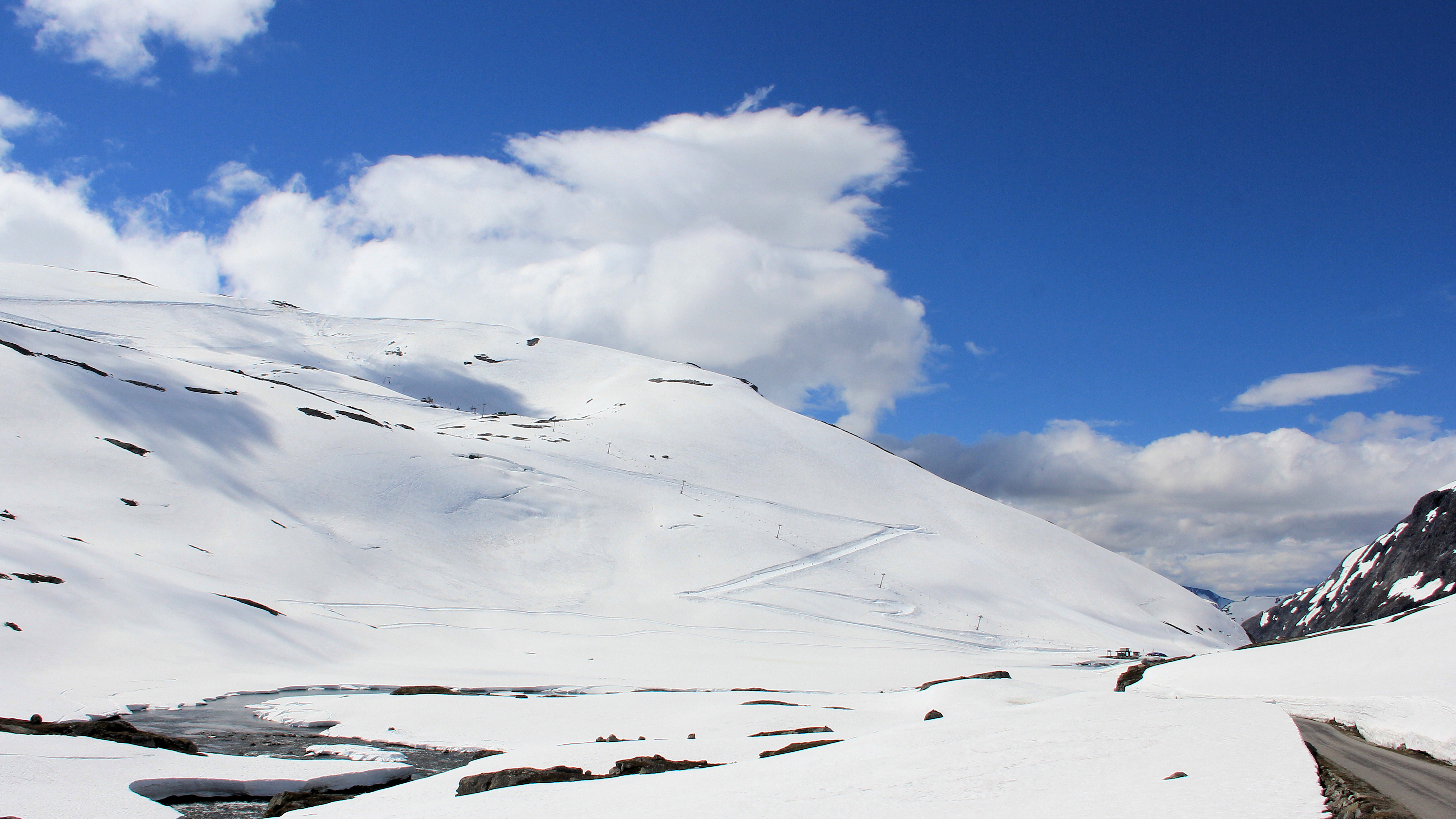
Vista para o centro de esqui de verão Stryn

Stryn é uma comuna da Noruega localizado no condado de Vestland. Está localizado no tradicional bairro de Nordfjord. O centro administrativo do município é a vila de Stryn. O município está localizado ao longo da parte mais interna do Nordfjorden. Algumas das principais aldeias em Stryn incluem Loen, Innvik, Utvik, Randabygda, Olden e Flo.         
A agricultura, a silvicultura, a fruticultura, a criação de animais para peles, as pequenas indústrias transformadoras, o turismo e o comércio de serviços são as principais ocupações. O largo rio Stryneelva entra na aldeia de Stryn pelo leste depois de serpentear pelo fértil Vale Stryn, a partir do grande lago Oppstrynsvatn. O Jostedalsbreen National Park Centre está situado na margem deste lago. No extremo leste do lago, a estrada entra na mais estreita Hjelledalen e logo ziguezagueia cerca de 300 metros (980 pés) até Ospeli e a entrada do primeiro dos três túneis da estrada da montanha (Riksvei 15) que leva a Geiranger e Grotli.         
Stryn é conhecida por seu esqui glaciar durante todo o ano em Stryn Sommerski. É também a casa dos irmãos jogadores de futebol Tore André Flo, Jarle Flo e Jostein Flo, que cresceram na aldeia de Stryn, bem como seu primo futebolístico Håvard Flo, que é da aldeia de Flo.         
O município de 1.382 quilômetros quadrados (534 sq mi) é o 67º maior em área entre os 356 municípios da Noruega. Stryn é o 140º município mais populoso da Noruega, com uma população de 7 721 habitantes. A densidade populacional do município é de 5,5 habitantes por quilômetro quadrado (14/sq mi) e sua população aumentou 2% em relação ao período de 10 anos anterior. 